# Telšiai
Telšiai ( escoltar (?·pàg.)) és la capital del comtat homònim i de la regió de Samotígia a (Lituània). Està situada al costat del llac de Mastis.

## Noms
El nom de Telšiai s'ha documentat en diferents formes i llengües al llarg de la seva història. La majoria d'ells deriven del samogitià Telse.
Alguns noms estrangers de la ciutat inclouen:
- alemany: Telsche, Telschi
- polonès: Telsze
- Rus: Тельшяй, Тельши, Тяльшяй.

## Història
El lago Mastis s'esmenta a diverses llegendes i mites. La ciutat porta el nom d'un petit rierol anomenat Telse que desemboca al llac. Una llegenda diu que un cavaller anomenat Džiugas va fundar la ciutat. Telšiai va ser esmentada per primera vegada en fonts escrites al voltant de 1450. A pesar que les troballes arqueològiques més antigues de la zona de la ciutat són de l'edat de pedra.
A la fi del segle xvii Telšiai va esdevenir el centre de la cultura i la política de Samogítia. Els Sejmiks (assemblees) dels nobles es van organitzar a la ciutat i es va establir la cort. Finalment els drets de Magdeburg van ser atorgades a Telšiai al segle xvii.
Durant la Revolta polonesa del 1830 Telšiai va esdevenir un santuari per als partidaris polonesolituans en lluita contra els russos. El Govern Revolucionari d'insurrectes es va formar i es van obrir escoles per a la preparació dels oficials militars. Durant l'aixecament de 1863, Telšiai va ser un dels principals focus de revolta a Samotígia des que les forces dels insurrectes s'havien congregat allà. Al final del segle xix la ciutat va començar a créixer, es va instituir un equip de bombers, farmàcia i teatre. El 1908, el primer concert de Lituània va ser organitzat.
Durant la primera ocupació soviètica, com a resultat del Pacte Molotov-Ribbentrop, Telšiai es va fer famosa per la massacre Rainiai, l'assassinat en massa de 76 presos polítics lituans perpetrades per l'Exèrcit Roig durant la nit del 24 fins a 25 juny 1941 en un bosc proper a la ciutat.
Avui dia Telšiai és el 12a ciutat més gran de Lituània. És el centre del comtat de Telšiai i del districte municipal. La ciutat compta amb quatre escoles secundàries i cinc primàries. Facultats de l'Acadèmia de Belles Arts de Vílnius, de Ciències Socials i de la Facultat de Samogítia, també s'han establert en la ciutat.
El 22 de gener de 2013 La Secretaria de Cultura de la República de Lituània ha anunciat oficialment que Telšiai serà Capital Lituana de la Cultura l'any 2016.

## Centre de la Diòcesi Catòlica Romana
La diòcesi de Telšiai es va establir el 1926 amb el seu centre a Telšiai. Justinas Staugaitis un dels vint signants de l'Acta d'Independència de Lituània, va esdevenir el primer bisbe de la diòcesi.
El 1927, va ser establert el Seminari Priest i tancat el 1946 després de l'ocupació per la Unió Soviètica. Tanmateix, al final de la Guerra Freda, es va restablir el seminari.
Entre els seus monuments arquitectònics es troben la Catedral de Telšiai i l'església de l'Assumpció.

## Cultura

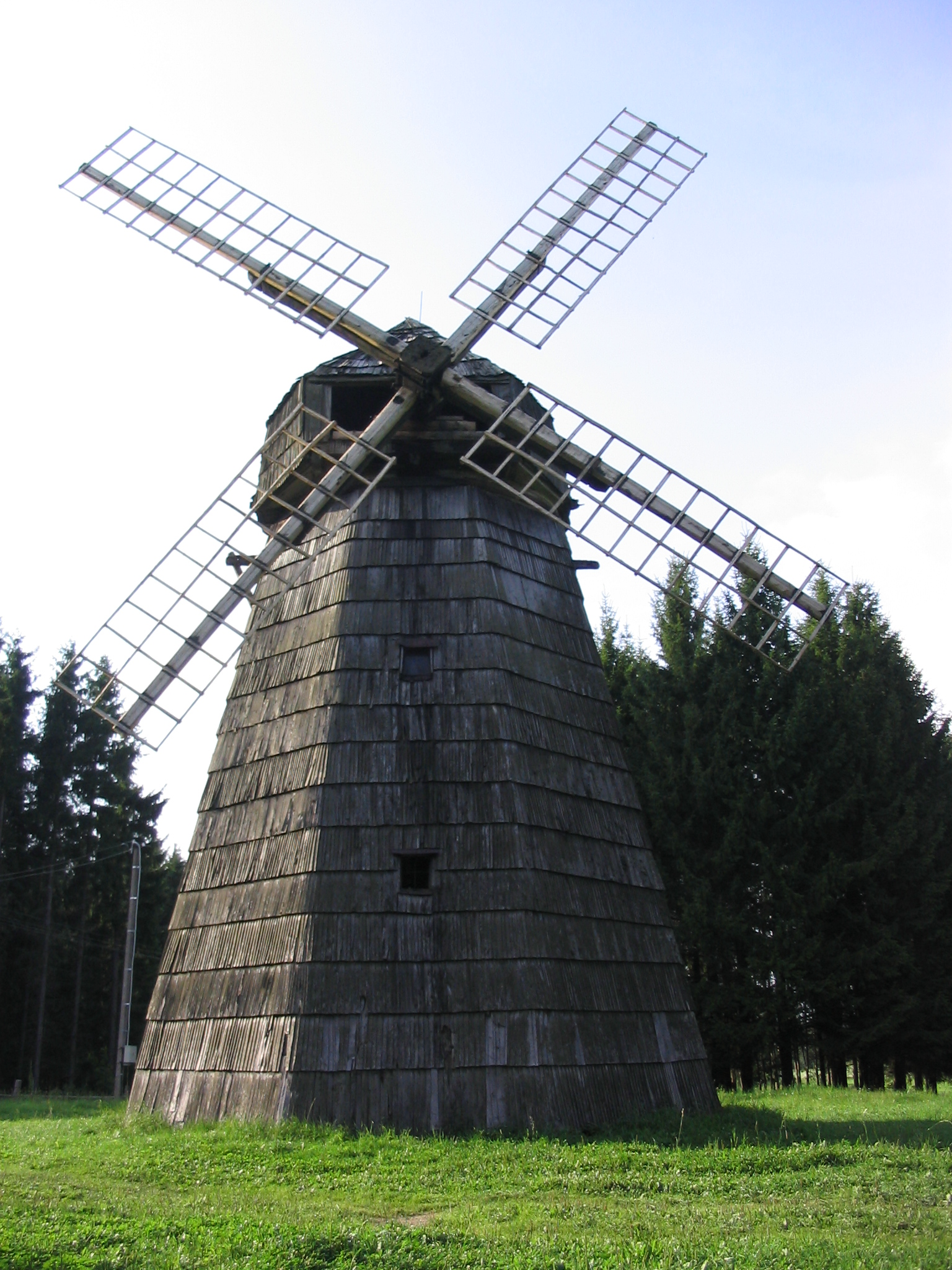
Molí de vent, al Museu de la Vida Rural de Samogítia

El Museu Samogitià Alka va ser fundat el 1932 per la Societat d'Amics samogitians Alka. El museu va funcionar a una casa llogada especialment, fins a aconseguir el palau museu actual que va ser construït el 1938. El Museu Alka és un famós museu de Samogítia, que ha acumulat més de 62.000 peces d'exposició, 70 mil peces d'arxiu estatals, 12 mil llibres de tema científic i 15.000 negatius de fotografies. Posseeix una gran exposició històrica de Samogítia, així com una col·lecció de pintures de famosos artistes lituans i estrangers.
A la part sud de la ciutat, a la vora del llac Mastis, hi ha un parc de la ciutat amb el Museu a l'Aire Lliure de la Vida Rural de Samogítia. Va ser inaugurat el 1983. El museu compta amb una exposició de granges típiques de Samogítia del segle xix. Actualment hi ha 16 edificis originals. Els visitants poden veure el molí de vent, la ferreria, el graner i l'equipament d'aquests edificis.
El Teatre dramàtic de Žemaitė, nomenat en honor de la famosa autora lituana Žemaitė, és conegut com un dels teatres més antics de Lituània. El teatre compta amb dues companyies d'actors -el grup d'actors adults (director K. Brazauskas) i la companyia dels joves (director L. Pocevičienė)–. El director del teatre és Butkus Artūras.